# Paul Humphreys
Paul Humphreys (Londres, Inglaterra, 27 de febrero de 1960) es miembro fundador, compositor, sintetista principal y, ocasionalmente, cantante, de la banda de synth pop británica Orchestral Manoeuvres in the Dark (OMD).
Humphreys conoce a Andy McCluskey en el colegio, y forma con él en 1977 una banda experimental y electrónica llamada The Id. Al separarse ésta, McCluskey se une a una banda electrónica llamada Dalek I Love You, pero dura poco tiempo en la formación, saliéndose y reuniéndose con Humphreys para formar Orchestral Manoeuvres in the Dark (OMD) en 1978.

## Instrumentos
Es el sintetista principal en OMD. Ha cantado algunos temas de la banda, entre ellos la famosa canción «Souvenir», publicada como sencillo el 4 de agosto de 1981. El tema formó parte del tercer álbum de estudio de la banda, Architecture & Morality.

## Compositor
Junto a Andy McCluskey es el compositor de los temas de OMD, excepto en los álbumes Sugar Tax (1991), Liberator (1993) y Universal (1996) que, en realidad, fueron trabajos solistas de McCluskey.

## Otros trabajos
En 1996 conoció a Claudia Brücken, de la banda alemana Propaganda, mientras ella trabajaba en la publicación de su segundo trabajo en solitario, con la cual ha grabado canciones y han hecho conciertos bajo el nombre de OneTwo. Los dos trabajan como compositores y viven juntos en Londres.